# Slupka všeho zla
Slupka všeho zla (v anglickém originále Skin of Evil) je jedna z epizod první sezóny seriálu Star Trek: Nová generace, která byla v České republice při své premiéře odvysílána jako dvacátá druhá v pořadí, zatímco ve Spojených státech jako dvacátá třetí.

## Příběh
USS Enterprise D je na cestě k sektoru Zed-Lapis. Má se setkat s raketoplánem, který Deannu Troi přiváží zpátky z konference. Kvůli probíhající údržbě dilithiové komory má loď k dispozici pouze impulzní pohon. Raketoplán s poradkyní však ztroskotá a ozve se nouzové volání. Kapitán Picard přikáže co nejrychleji dokončit údržbu a přejít opět na warpový pohon. S warpem osm spěchá loď k planetě Varga II, kde musel raketoplán nouzově přistát.
Výsadek se transportuje na povrch blízko k raketoplánu. Kvůli rušení ale posádka raketoplánu nemůže být transportována na loď. Výsadku brání v cestě podivná černá hmota, která se představí jako Armus. Přátelská komunikace s Armusem k ničemu nevede. Bytost disponuje energií a nechce výsadek pustit, aby ošetřili zraněné. Když se Tasha pokusí přejít k raketoplánu jinou stranou, Armus ji zasáhne výbojem energie. Kapitán nechá celý výsadek okamžitě transportovat zpět na loď.
Doktorka Beverly Crusherová již nemůže pomoci: Tasha Yarová je mrtvá. Je třeba zachránit zraněné osoby z raketoplánu. Deanna Troi naváže s Armusem komunikaci. Svými telepatickými schopnostmi zjistí, že Armus je osamělá bytost, kterému působí radost trápit jiné. Jeho druhové zde před mnoha lety žili. Podařilo se jim vymýtit veškeré zlo, které se ale zhmotnilo ve formě Armuse. Všichni jej pak opustili. Na poradě kapitán Worfovi dočasně předá funkci velitele bezpečnosti. Výsadek se znovu vrací na planetu. Armus jim svou mocí předvede pár nepěkných kousků. Vtáhne do sebe Rikera, první důstojník ale bojuje a Armus ho pak propustí.
Worf a Wesley Crusher na palubě mezitím sledují silové pole, které Armus kolem raketoplánu vytvořil. Brání jim uskutečnit transport osob. Zjistí ale, že silové pole zeslábne vždy, když Armus raketoplán celý pokryje. Přenos by se v tu chvíli mohl uskutečnit. Picard se rozhodne přenést se dolů na povrch. Snaží se Armusovi vysvětlit, že posádka nechce sloužit k jeho pobavení. Měl by naznačit, co od nich vlastně chce. Kapitán usoudí, že by měli k dalšímu rozhovoru zůstat sami dva a přikáže přenést zbytek výsadku na loď. Armus vysloví své přání dostat se pryč z planety. Pokud ho posádka vezme sebou, propustí osoby z raketoplánu.
Picardovi se podaří Armuse rozzuřit, když jeho požadavek zamítne. Zopakuje Armusovi, že ho odtud nikdy nevezme. Silové pole zeslábne, a tak se podaří rychle transportovat všechny osoby zpátky na loď. Kapitán poté nechá raketoplán zničit a vyhlásí Vargu II zakázanou zónou. V simulátoru se koná rozloučení s Tashou Yarovou. Před posádkou se objeví její hologram a ke každému má pár hezkých slov. Tasha si přeje, aby nikdo netruchlil, ale vzpomínali na ni v dobrém.